# Израильско-либерийские отношения
Израильско-либерийские отношения — настоящие и исторические двусторонние дипломатические и иные отношения между Либерией и Израилем.

## История
Либерия голосовала за план ООН по разделу Палестины 29 ноября 1947 года, что привело к образованию Государства Израиль.
Оба государства установили дипломатические отношения в конце 1950-х. В 1958 году Либерию посетила Голда Меир (тогда глава МИД Израиля), которую местное племя GOLA «короновало» как «Королеву мать».
В 1966 году израильский премьер-министр Леви Эшколь посетил Либерию в рамках своего африканского турне.
Отношения были прерваны в 1973 году, когда Израиль участвовал в Войне Судного дня. Несмотря на отсутствие дипломатических отношений, Либерия голосовала против резолюции Генассамблеи ООН № 3379 в 1975 году, которая приравнивала сионизм к расизму.
23 августа 1983 года либерийский президент Сэмюэл Каньон Доу встретился с израильским премьером Менахемом Бегином. Лидеры двух стран договорились о восстановлении дипломатических отношений. Также обсуждались вопросы сотрудничества и помощи в сельском хозяйстве, логистике и авиасообщении. Кроме того президент Доу встретился со своим коллегой Хаимом Герцогом и обсудил нарастающую угрозу и «колониальные амбиции» Ливии.
Отношения были восстановлены в августе 1983 года. Либерия таким образом стала одной из первых африканских стран, восстановивших отношения с Израилем, после того как последний подписал мирный договор с Египтом. После восстановления отношений между Либерией и Израилем были подписаны соглашения в области безопасности, авиационных технологий, экономики и проч..
Несмотря на восстановление дипломатических отношений между двумя странами в 1983 году, посольство Израиля в Либерии было закрыто в этот же год из-за произошедшего военного переворота и начавшейся в этой стране чуть позже гражданской войны.
В 2006 году Элен Джонсон-Серлиф была избрана президентом Либерии. Она стала первой женщиной в истории, избранной на должность главы государства в Африке. После её избрания уровень дипломатических отношений между Либерией и Израилем был повышен. В 2007 году она впервые посетила Израиль.
В мае 2014 года израильский посол Шарон Бар-ли вручила свои верительные грамоты президенту Либерии Элен Джонсон-Серлиф Шарон Бар-ли является нерезидентным послом в Либерии, возглавляемое ею посольство находится в столице Ганы.
После закрытия посольства в Монровии в 1983 году знак-вывеска посольства Израиля почти три десятилетия провисел на стене одного из баров столицы Либерии. Его заметил израильский гражданин, много лет проживавший в городе. Владелец бара, немец по национальности, рассказал, что когда в стране началась гражданская война, он работал управляющим отеля в центре Монровии, и посол Израиля оставил этот знак у него до тех пор, пока война не закончится. Когда посол Бар-ли вступила в должность, владелец бара нашёл её и вручил ей этот знак со следом от пули, таким образом вернув его обратно израильской дипломатической миссии. (внешнее изображение знака)
В конце 2015 года президент Сената Либерии Арма Золу Джалла посетил Израиль. Это был первый в истории визит главы парламента Либерии в Израиль. На встрече со своим израильским коллегой Юлием Эдельштейном Джалла заявил, что его нация восхищается еврейским государством и «может многому научиться в сфере инноваций, технологии, сельского хозяйства и медицинских исследований». Джалла также особенно поблагодарил Израиль за помощь, оказываемую его стране: мобильные клиники, обучение мед. персонала и посещение Либерии израильскими врачами, в том числе за помощь в предотвращении распространения вспышки лихорадки Эбола.
В 2016 году либерийский президент Джонсон-Серлиф и сопровождающая её делегация посетили Израиль с государственный визитом. Она встретилась со своим израильским коллегой Ривлином и поблагодарила его за помощь, оказанную еврейским государством в борьбе с Эболой, а также обсудила вопросы борьбы с терроризмом. Президент Джонсон-Серлиф была удостоена почётной докторской степени от Хайфского университета.
В июне 2017 года израильский премьер-министр Биньямин Нетаньяху посетит Либерию по приглашению президента этой страны Элен Джонсон-Серлиф. Нетаньяху примет участие в саммите ЭКОВАС, став таким образом первым неафриканским лидером, который примет участие в этом саммите. В ходе саммита Нетаньягу планирует встретиться с лидерами Того и Кот-д’Ивуара. Ожидается подписание совместной декларации о сотрудничестве Израиля и стран ЭКОВАС в сферах сельского хозяйства, водных ресурсов, торговли, образования, здравоохранения, безопасности, кибериндустрии, энергетики, науки, борьбы с опустыниванием и изменением климата. Кроме того, будет подписан меморандум о сотрудничестве между странами, технической и экономической помощи.
25 февраля 2019 года в Израиль с официальным четырёхдневным визитом прибыл президент Либерии Джордж Веа. В аэропорту его встречал министр связи Аюб Кара.
В июне 2022 года Либерия сообщила о планах открыть своё дипломатическое представительство в Иерусалиме.
В июле 2023 года президент Либерии Джордж Веа посетил Израиль с официальным визитом. В поездке его сопровождал глава МИД Ди Максвелл Саах Кемайа. Во время визита африканской делегации обсуждалось вопросы укрепления экономического сотрудничества между странами в области сельского хозяйства, энергии и водного хозяйства. Также на встрече Веа подтвердил планы своей страны открыть посольство в Израиле.

## Визы, авиасообщение и туризм
В сентябре 2024 года эфиопская авиакомпания «Ethiopian Airlines» заявила о планах связать прямым авиасообщением Тель-Авив и Монровию с 30 ноября 2024 года.